# Zouhair Talbi
Zouhair Talbi (ur. 8 kwietnia 1995) – marokański lekkoatleta specjalizujący się w biegach długich.
W 2013 startował na mistrzostwach świata w biegach przełajowych w Bydgoszczy, na których indywidualnie zajął 14. miejsce w biegu juniorów, a wraz z kolegami z reprezentacji zdobył brąz w drużynie. W 2015 sięgnął po srebro uniwersjady w biegu na 5000 metrów.

## Osiągnięcia
| Rok  | Impreza                                   | Miejsce   | Konkurencja      | Pozycja     | Wynik    |
| ---- | ----------------------------------------- | --------- | ---------------- | ----------- | -------- |
| 2013 | Mistrzostwa świata w biegach przełajowych | Bydgoszcz | bieg juniorów    | 14. miejsce | 22:34    |
| 2013 | Mistrzostwa świata w biegach przełajowych | Bydgoszcz | drużyna juniorów | 3. miejsce  |          |
| 2015 | Uniwersjada                               | Gwangju   | bieg na 5000 m   | 2. miejsce  | 14:02,06 |
| 2022 | Halowe mistrzostwa świata                 | Belgrad   | bieg na 3000 m   | 6. miejsce  | 7:43,45  |
| 2022 | Mistrzostwa świata                        | Eugene    | bieg na 10 000 m | 21. miejsce | 28:28,69 |
| 2024 | Igrzyska olimpijskie                      | Paryż     | maraton          | 35. miejsce | 2:11:51  |

## Rekordy życiowe
- bieg na 1500 metrów – 3:45,55 (2015)
- bieg na 3000 metrów – 7:39,88 (2021)
- bieg na 5000 metrów – 13:24,21 (2022)